# K-573 Novosibirsk
El K-573 Novosibirsk es un submarino de misiles de crucero de propulsión nuclear de la clase Yasen de la Armada rusa. Es el segundo barco del proyecto Yasen-M. Se realizaron cambios considerables en el diseño inicial de Yasen. Las diferencias en el proyecto parecen ser suficientes para considerarlo como una nueva versión mejorada de Yasen-M (ruso: Ясень-М). El submarino lleva el nombre de la ciudad de Novosibirsk.

## Diseño
El proyecto del submarino fue desarrollado en el Malachite Design Bureau de San Petersburgo. La armada rusa declaró que el submarino será mejorado en comparación con el Severodvinsk, el primero de su clase.
En comparación con el Severodvinsk, el primero de su clase, el Kazan y el Novosibirsk son unos 40 pies (12 m) más cortos, lo que resultó en la eliminación de una matriz de sonar de la proa del primero. Según un analista naval, era probable que la intención fuera reducir los costes de construcción sin reducir significativamente las capacidades del submarino. El Novosibirsk también incluirá un reactor nuclear con un sistema de enfriamiento de nuevo diseño.

## Construcción
El 21 de agosto de 2014, el buque completó las pruebas de casco de presión hidráulica como parte de su proceso de construcción.
El 25 de diciembre de 2019, el Novosibirsk salió del dique del astillero y posteriormente se lanzó al agua. Comenzó sus pruebas en el mar el 1 de julio de 2021 y estaba previsto que se uniera a la Flota del Pacífico de la Armada rusa en el cuarto trimestre de 2021.

## Historial de servicio
El 21 de diciembre de 2021, el Novosibirsk fue dado de alta para el servicio junto con Knyaz Oleg en la Flota del Pacífico. El presidente ruso, Vladímir Putin, asistió a la ceremonia a través de una videollamada.
El 19 de septiembre de 2022, el Novosibirsk y el submarino Omsk lanzaron, respectivamente, misiles de crucero P-800 Oniks (SS-N-26 Strobile) y P-700 Granit (SS-N-19 Shipwreck) contra objetivos marítimos en el Mar de Chukotka. El 29 de septiembre, el submarino llegó a Petropavlovsk-Kamchatsky.